# Мурашко, Александр Александрович
Александр Александрович Мурашко (укр. Олекса́ндр Олекса́ндрович Мура́шко; до 1891 — Крачковский; 26 августа 1875, Киев, Российская империя — 14 июня 1919, Киев, Украинская ССР) — украинский художник-портретист, педагог и общественный деятель, племянник Н. И. Мурашко. Передвижник, член Союза русских художников, один из основателей Товарищества киевских художников, стоял у истоков создания Украинской академии художеств, исполняющим обязанности ректора которой был в последние месяцы жизни.

## Биография

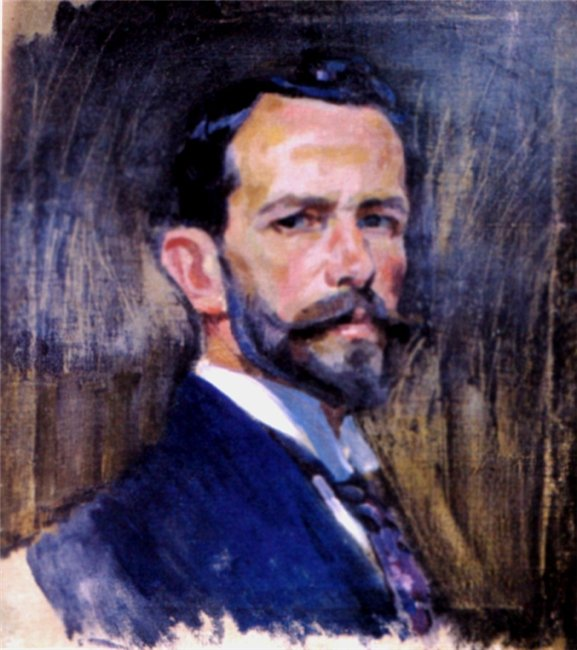
Автопортрет. 1918 г.

Учился в Киевской рисовальной школе у Н. И. Мурашко. В 1900 году окончил Петербургскую Академию художеств. Учился у И. Е. Репина и А. Ажбе. В 1913 году открыл собственную студию в Киеве на чердаке 12-этажного дома Гинзбурга на Институтской улице, откуда вышли знаменитые живописцы и скульпторы — Ниссон Шифрин (1892—1961), Борис Аронсон (1900—1980), Александр Тышлер (1898—1980), Соломон Никритин (1898—1965), Марк Эпштейн (1899—1949), Барух Гольдфайн, Иссахар-Бер Рыбак (1897—1935).
Проживал на Лукьяновке в небольшом частном доме. Несмотря на насилие тех лет не боялся ходить поздно вечером — в Киеве его знали. Июньской ночью 1919 года он возвращался с женой из гостей. Его остановили трое, жену заставили уйти. Неподалёку от дома художника убили по-бандитски — выстрелом в затылок.

## Творчество

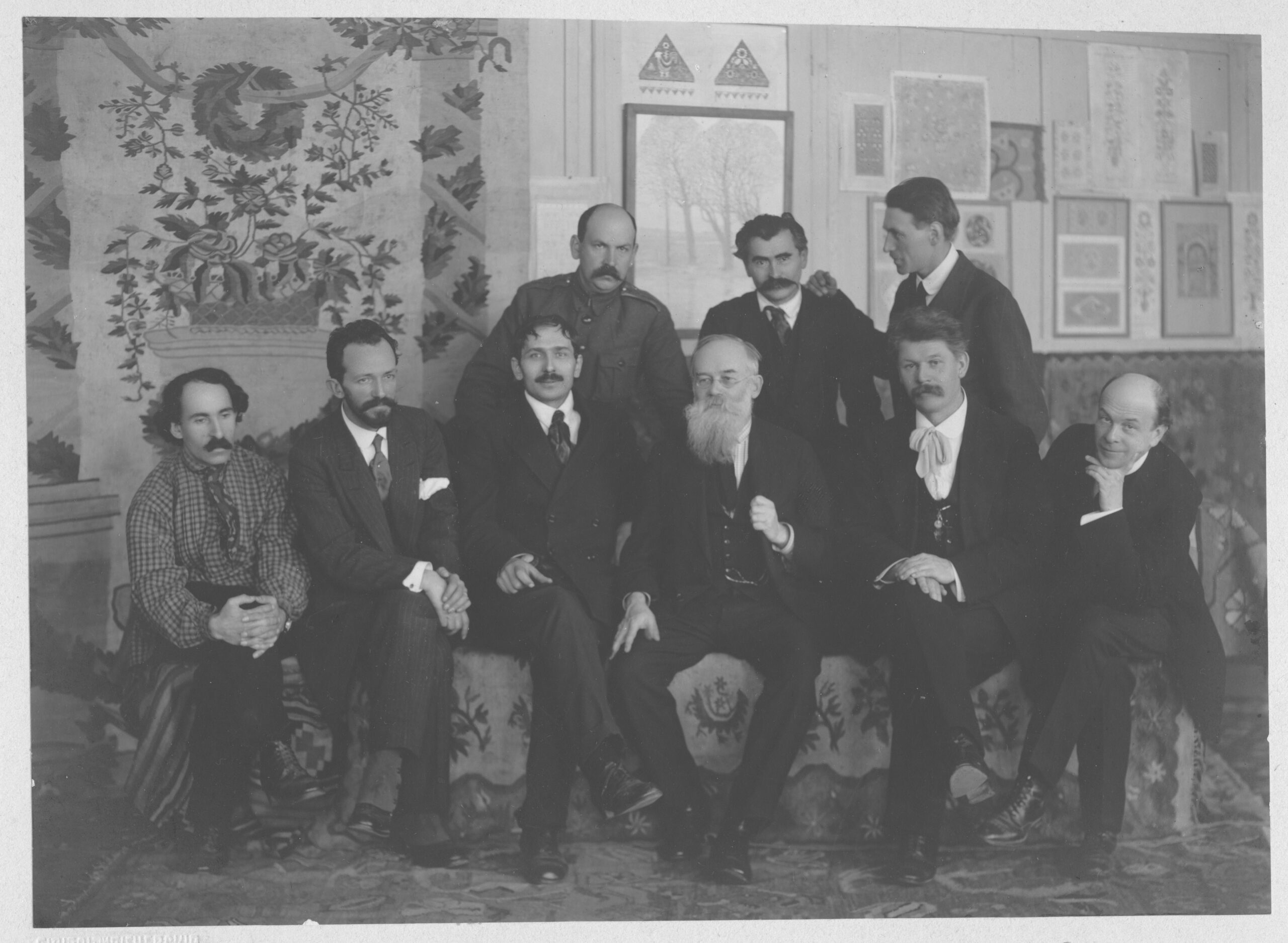
Основатели Украинской академии искусств в день её открытия 5 декабря 1917 года. Стоят (слева направо): Г. Нарбут, В. Кричевский и М. Бойчук. Сидят: А. Маневич, А. Мурашко, Ф. Кричевский, М. Грушевский (глава Центральной Рады), И. Стешенко, Н. Бурачек.

«Всеобщая история искусств» считает, что он занимал заметное место в украинском искусстве начала XX века. Его дипломная работа «Похороны кошевого» (1900 год) показывающая драматический исторический сюжет, проникнута глубоким уважением к национальным обрядам и воинским доблестям запорожского казачества. Он создал ряд портретов, лучшие из которых  «Художник Н. И. Мурашко» (1907 год), «Художник Ян Станиславский» (1908 год) (оба в Национальном художественном музее Украины), «Портрет О. М. Нестеровой» (1909 год). В портретах отмечается тонкая живописная манера письма, богатство композиционных приемов, проникновение во внутренний мир портретируемых. В жанровых картинах он правдиво показывает быт украинского народа, в них и полнокровная радость жизни («Карусель», 1908 год) и тяжёлые раздумья о трудностях жизни: «Крестьянская семья» (1914 год, Национальный художественный музей Украины), «Тихое горе» (1914 год).
Наследуя своего учителя Илью Репина, Александр Александрович создаёт картину «Кафе», которая выполнена в лучших традициях передвижников. Фактически, это небольшая новелла в живописи о судьбе молодой привлекательной женщины, которой суждено быть приманкой для богатых клиентов. Молодой художник точно разрабатывает психологический сюжет. Цветовая гамма с доминированием вишнево-красного тона усиливает драматичность картины. Психологическое настроение и художественная выразительность этой картины имела продолжение в законченном этюде с натуры «Портрет девушки в красной шляпе» (1902—1903). Этот образ пронизан внутренней силой. Мурашко блестяще решил колористическое задание. Яркое пятно красной шляпы удачно сочетается с чёрным платьем и оттеняет его. Виртуозно прописана полупрозрачная шаль, подчеркивающая нежность женских рук. Этот портрет показал высокое мастерство художника как колориста., который пособен достичь заметного эффекта при наявности скупых средств.

## Творческое наследие
Картины хранятся:
- в Национальном художественном музее Украины,
- в Днепропетровском художественном музее,
- в Харьковском художественном музее,
- в Одесском художественном музее,
- в Национальном музее во Львове,
- в Запорожском областном художественном музее,
- в Башкирском государственном художественном музее,
- Хмельницком областном художественном музее,
- в украинских и зарубежных частных собраниях.